# Анкудиновка (деревня, Кстовский район)
Анкуди́новка — деревня в Кстовском районе Нижегородской области, входит в состав Афонинского сельсовета.

## История
Название «Онкудинова» встречается в документах за 1609 год, однако сама деревня, возможно, существовала и раньше. По преданию, она названа в честь разбойника Анкудина, грабившего путешественников в этих местах.
В 2015 году в северной части деревни, примыкающей к Советскому району Нижнего Новгорода, началось строительство жилого комплекса «Анкудиновский парк». На 2022 год комплекс насчитывает 17 жилых домов (4 из которых — в стадии строительства), детский сад и школу; в планах — ещё 14 домов (итого — 31), 1 школа и 2 детсада, а также стадион и торговый центр на юго-восточной окраине.

## Население
| 2002 | 2010 | 2021  |
| ---- | ---- | ----- |
| 136  | ↗145 | ↗5226 |

## Галерея

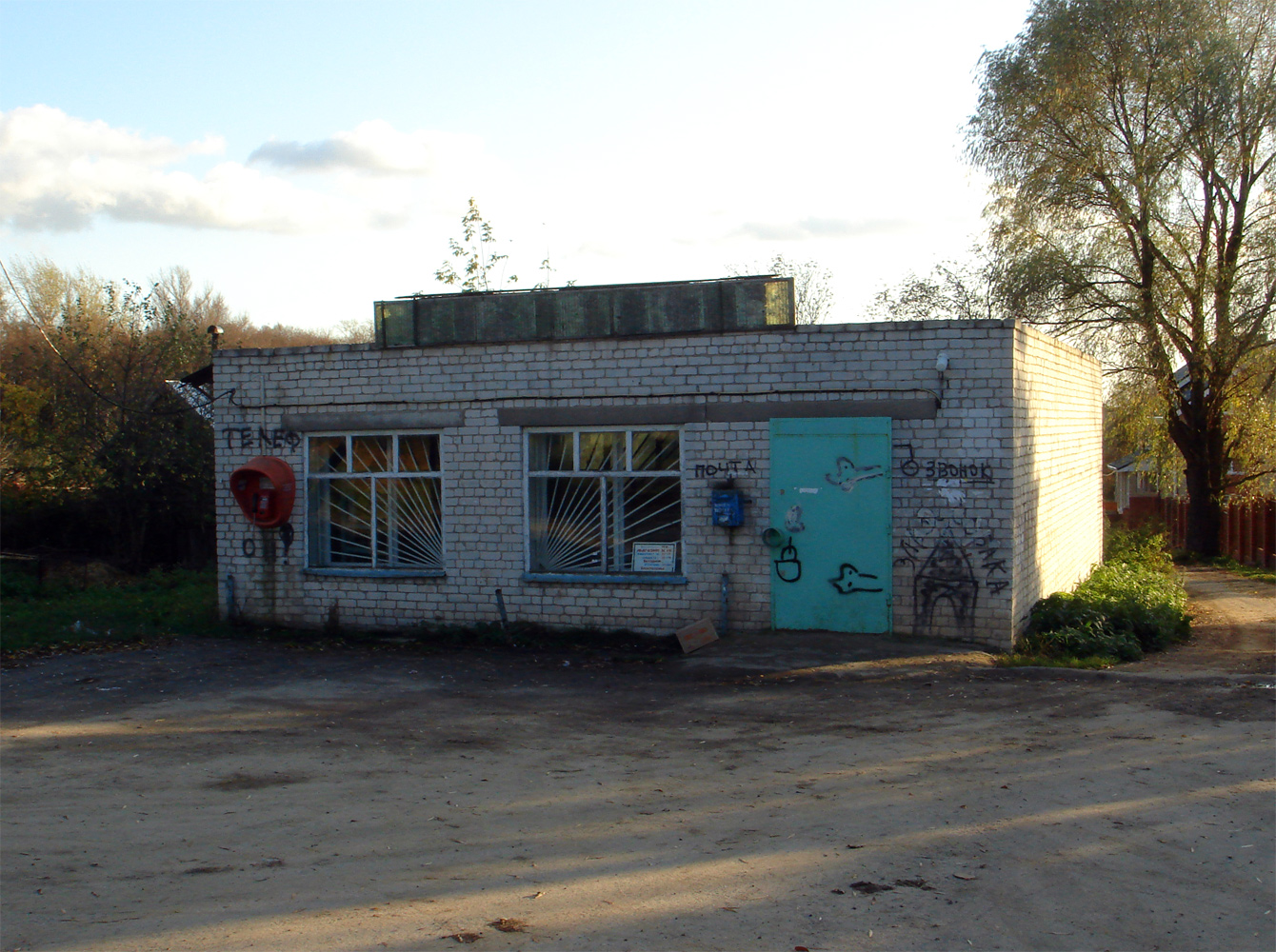
Магазин
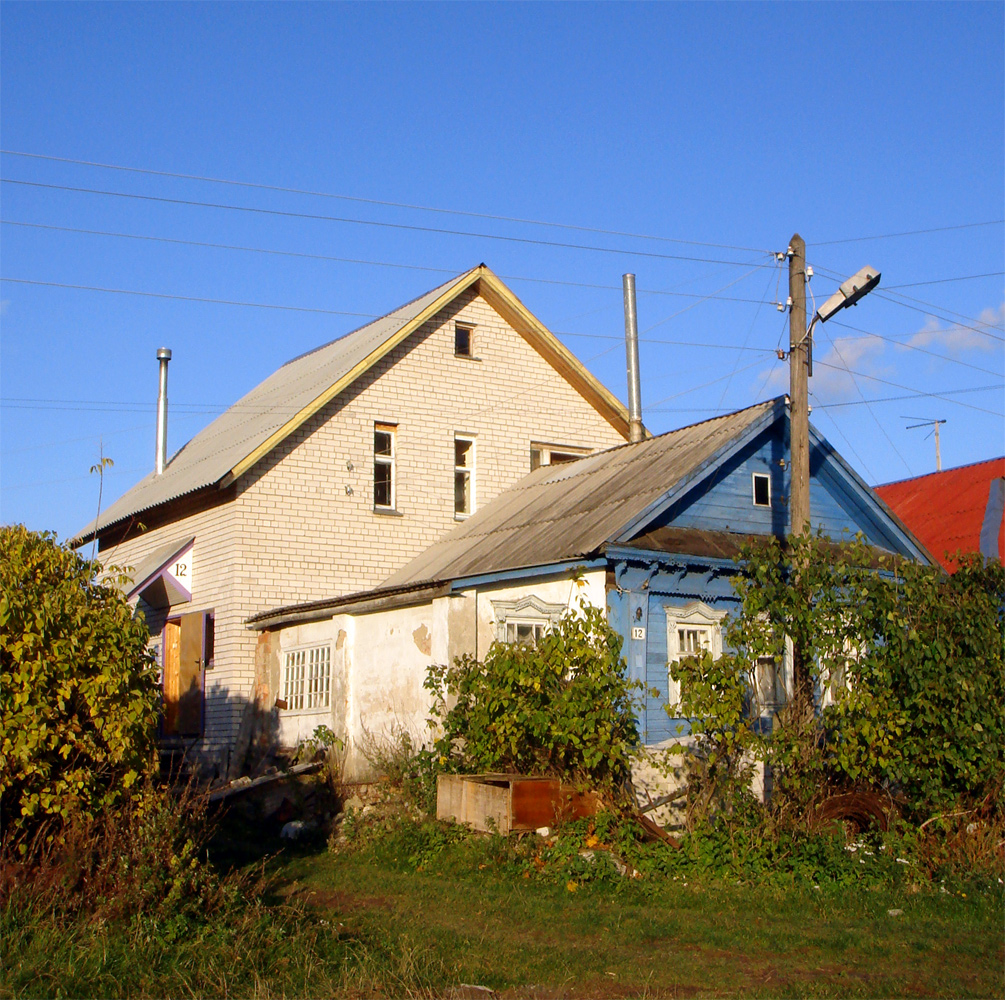
Новое строительство
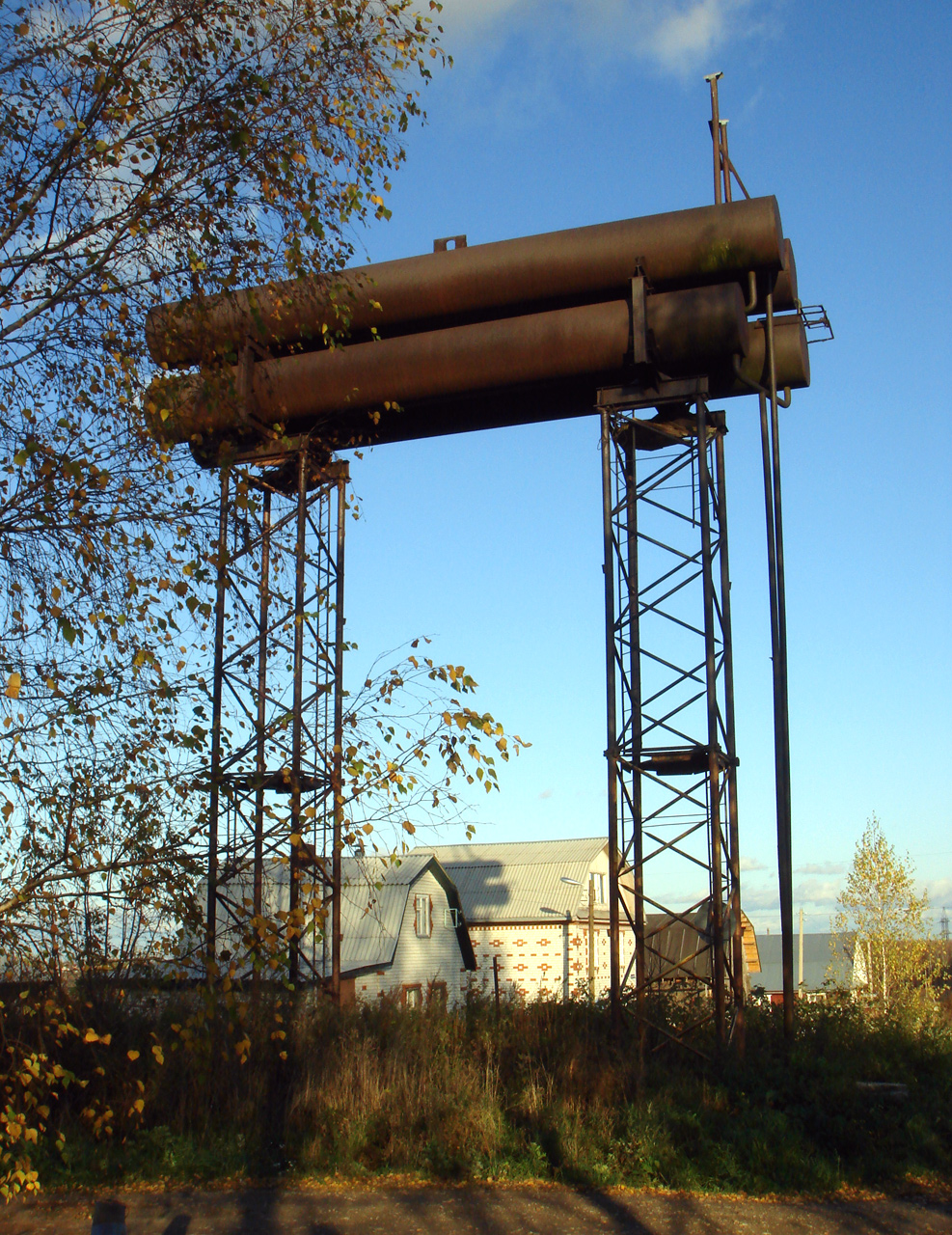
Водонапорная башня

## Источник
1. 1 2  Итоги Всероссийской переписи населения 2020 года (по состоянию на 1 октября 2021 года)
2. ↑  Населённые пункты Кстовского района Архивировано 7 октября 2006 года.
3. ↑  Э.С. Иткин. К истории приокских поселений. — Нижний Новгород: Школа, 2000.
4. ↑  Официальный сайт ЖК «КМ Анкудиновский парк». Дата обращения: 9 июня 2022. Архивировано 27 июня 2022 года.
5. 1 2  Всероссийская перепись населения 2010 года. Численность и размещение населения Нижегородской области